# Pont de Loyettes
Pour les articles homonymes, voir Loyettes.
Le pont de Loyettes est un pont en arc franchissant le Rhône entre les communes de Loyettes (Ain) et de Saint-Romain-de-Jalionas (Isère).